# Будівля «Цирку-театру Грікке»
Будівля «Цирку-театру Грікке», або Старий цирк — пам'ятка архітектури і містобудування місцевого значення в Харкові. Розташована на майдані Національної Гвардії в Новобаварському районі міста.

## Історія

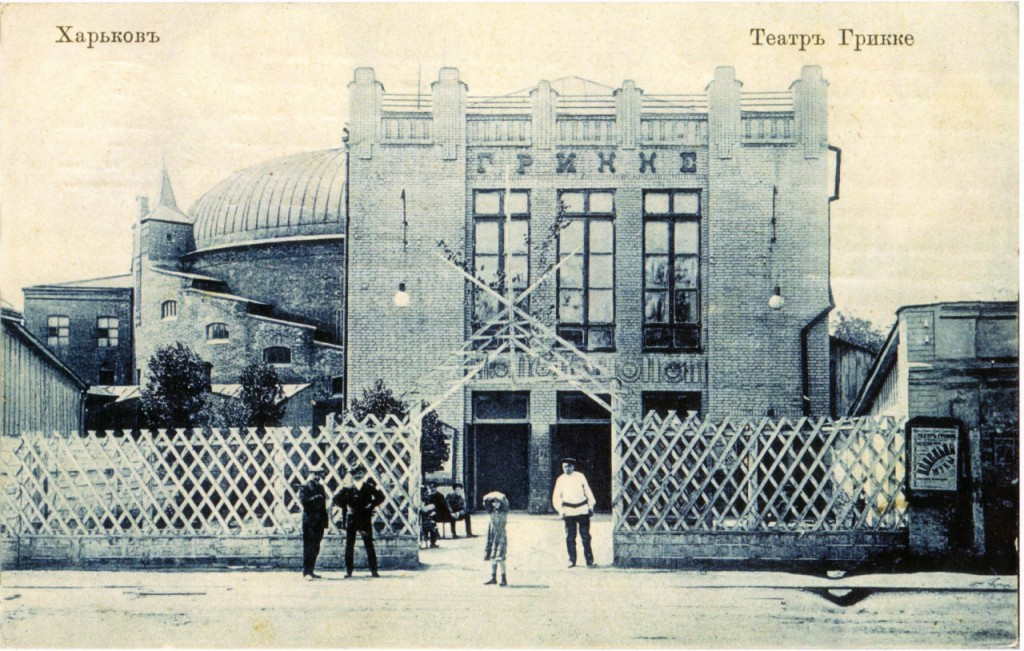
Цирк-театр Грікке на листівці 1910-х років.

Будівля цирку була побудована у 1905—1906 роках за проєктом архітекторів Володимира Хрустальова та Мечислава Коморницького на тогочасній Жандармській площі (нині майдан Національної Гвардії). Замовником, а згодом і власником будівлі був став місцевий купець Генріх Грікке, який займався оранжерейним і квітковим бізнесом. Існувала легенда, що Грікке збудував цирк через кохання до циркової вершниці, проте насправді це був рекламний хід, аби привернути увагу містян до нового закладу романтичною історією.
Для Харкова початку ХХ століття, де вже існували кілька подібних закладів, будівля цирку Грікке була інноваційною: вона стала найпершим кам'яним цирком міста, була електрифікованою (найперший електрифікований цирк на території України), а цирковий манеж взимку міг трансформуватися в театральну сцену. Таким чином, протягом весни-осені приміщення слугувало цирком, а в зимовий період — театром.
Після Жовтневого перевороту та приходу радянської влади цирк Грікке був націоналізований та став Держцирком. У 1930-х роках відбулася реконструкція цирку: було змінено купол, зведені стайні та приміщення для хижаків.
Цирк був замінований німцями напередодні їхнього відступу з Харкова в 1943 році, проте його вдалося зберегти, адже дружина одного з артистів трупи повідомила саперам Червоної армії про мінування.
Будівля старого цирку слугувала за своїм цільовим призначенням до 1974 року, коли в Харкові відкрилося нова циркова арена на майдані Урицького (сучасний майдан Ірини Бугримової), а старий цирк перетворився на репетиційну базу, увійшовши до Всесоюзної дирекції з підготовки циркових програм.
У 1998 році в будівлі цирку Грікке була створена дитяча циркова студія, яка базувалася в будівлі до кінця 2010-х років.
Протягом 2008—2011 років приміщення цирку використовувалася як одна з локацій для знімання фільму «Дау». Творці фільму частково відновили інтер'єр глядацької зали.

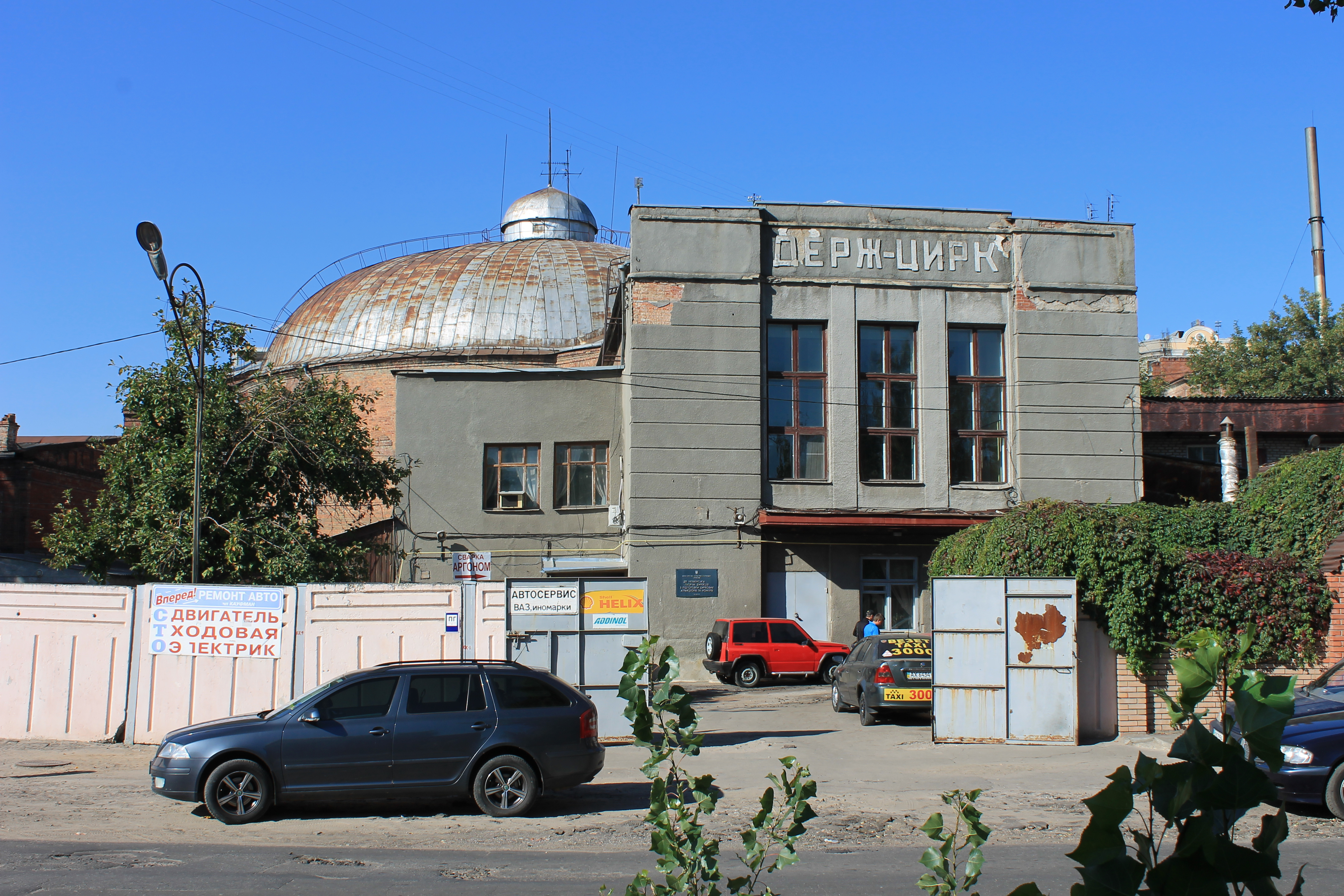
Вид на цирк (вересень 2014 року)
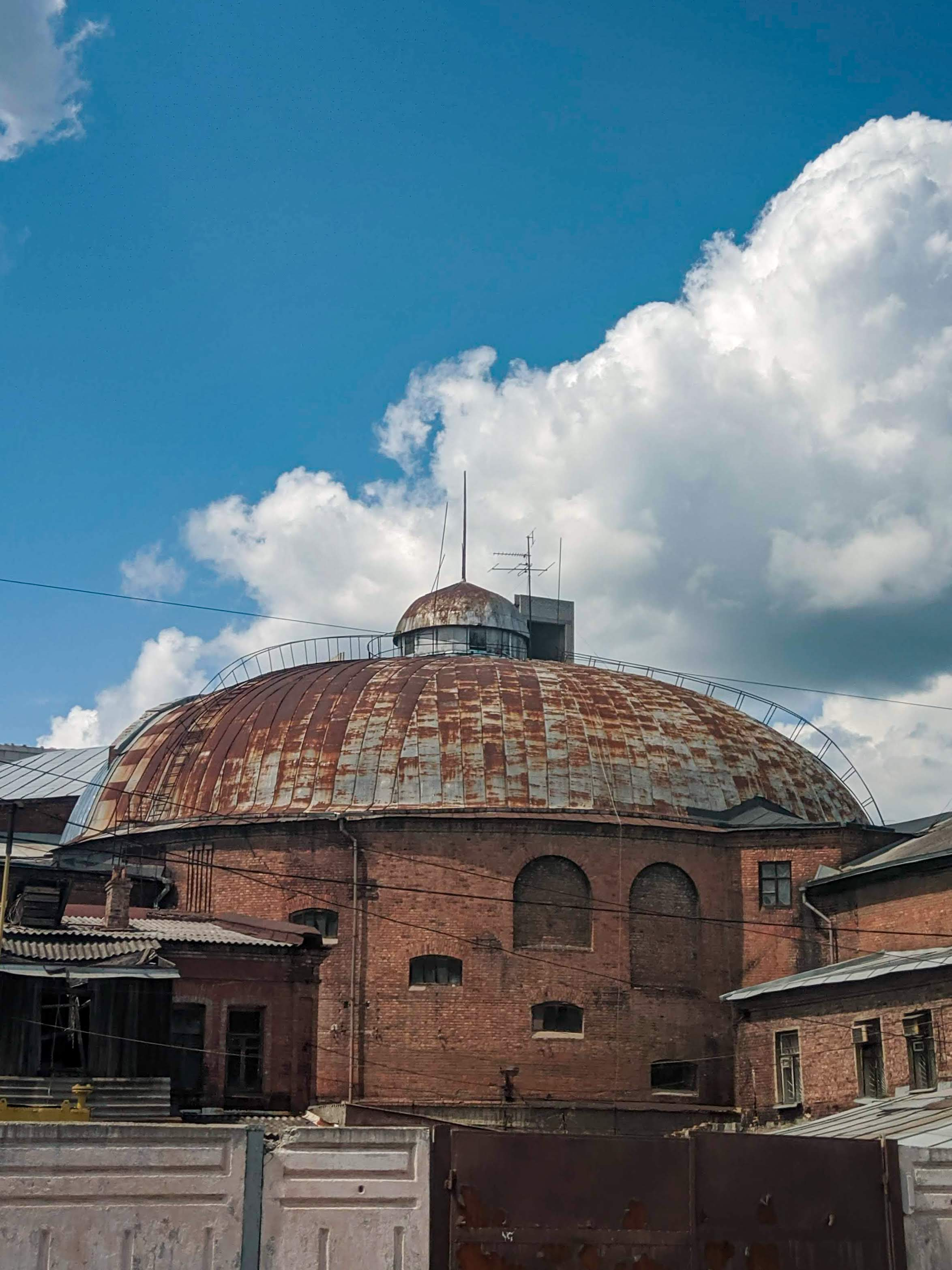
Фрагмент (2021 рік)
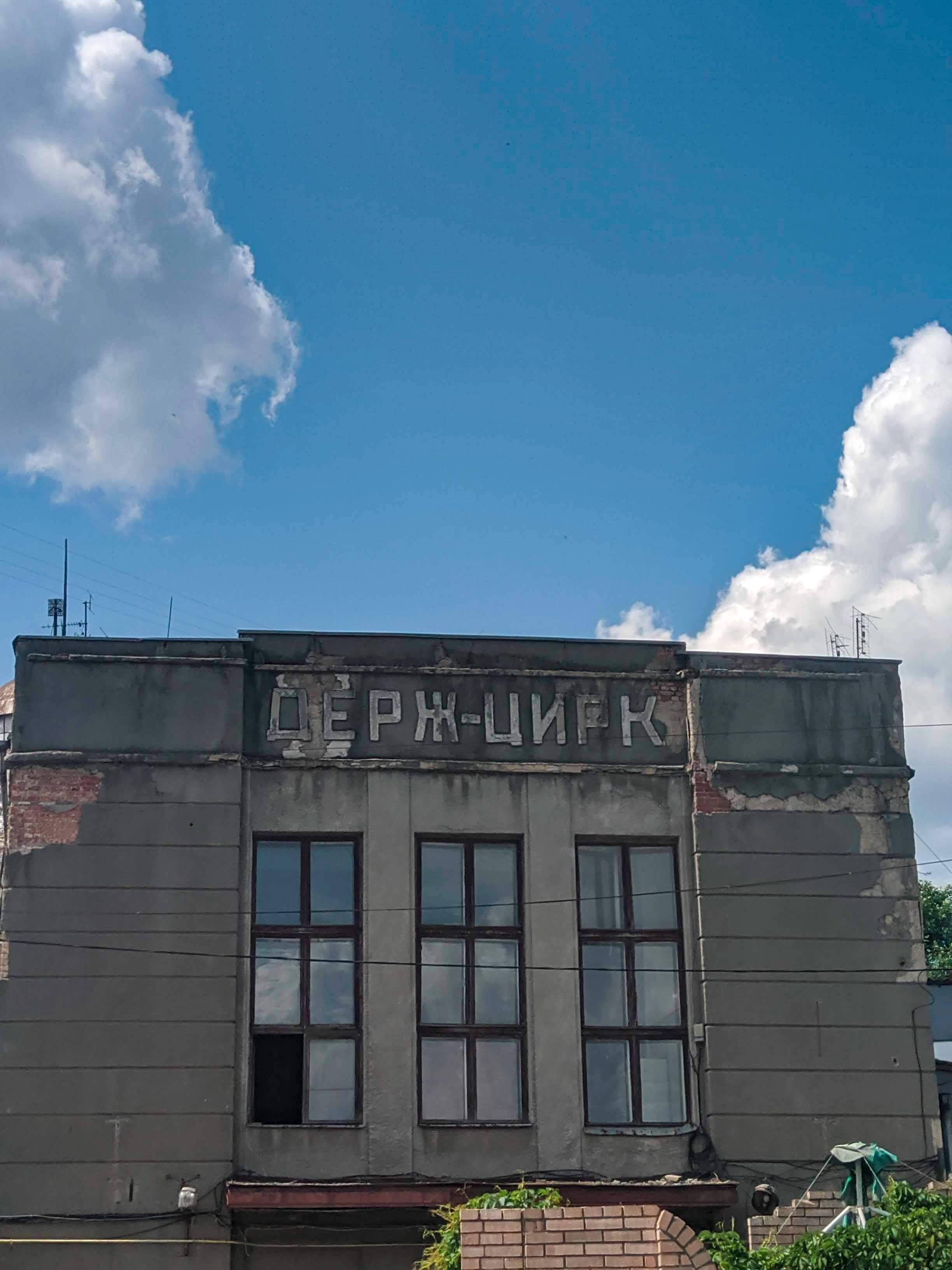
Фрагмент (2021 рік)